# Макис Рокс (Пенсилванија)
Макис Рокс (енгл. McKees Rocks) град је у америчкој савезној држави Пенсилванија.

## Демографија
По попису из 2010. године број становника је 6.104, што је 518 (-7,8%) становника мање него 2000. године.
| Група             | 2000.         | 2010.         |
| Белци             | 5.440 (82,2%) | 3.864 (63,3%) |
| Афроамериканци    | 931 (14,1%)   | 1.879 (30,8%) |
| Азијати           | 45 (0,7%)     | 25 (0,4%)     |
| Хиспаноамериканци | 72 (1,1%)     | 101 (1,7%)    |
| Укупно            | 6.622         | 6.104         |